# Arapska književnost
Arapska književnost književnost je na arapskom jeziku. Arapska riječ koja se koristi za književnost je "adab", što je izvedeno iz značenja bontona, što podrazumijeva uljudnost, kulturu i bogaćenje.
Arapska književnost pojavila se u 5. stoljeću, a prije toga su se pojavili fragmenti pisanog jezika. Kuran se smatra najvažnijim književnim djelom na arapskom jeziku. To je djelo imalo trajan učinak na arapsku kulturu i književnost. Arapska književnost cvjetala je tijekom zlatnog doba islama i ostala je živahna do danas, s pjesnicima i proznim piscima diljem arapskog svijeta, kao i ostatka svijeta, koji postižu sve veći uspjeh. 

## Glavni tokovi i osnovna obilježja arapske književnosti
Predislamska književnost (oko 500.-622.) - Najviše je zastupljena poezija. Nomadski pjesnici pišu pjesme kaside prema točno utvrđenom obliku. Ti su se metri sačuvali i u kasnijim stoljećima, a da nisu pretrpjeli gotovo nikakve promjene. Pjesnik je imao zadatak veličati svoje pleme, njegove podvige u bitkama u kojima je i sam sudjelovao i narugati se neprijatelju. To je usmena poezija koju su recitatori prenosili s koljena na koljeno. Arapsko pjesništvo tradicijski se dijeli u dva osnovna oblika prema rimi i prozi.
Književnost u doba širenja islama i arapske države (622.-750.) Početkom 8. stoljeća pjesništvo ponovno doživljava procvat. Glavni pjesnički oblik i dalje je kasida, ali se iz njenog prologa nasiba i razvija ljubavna lirika po imenu gazela. Tada se počinje i s leksikografijom i filologijom, te prikupljanjem stare poezije i Muhamedovih predaja.
Klasično razdoblje (750.-1055.) Ovo je razdoblje kada dinastiju Omejida smjenjuje dinastija Abasida, koja će vladati sljedećih pet stoljeća. Zemlja se proteže od Samarkanda do Španjolske, a arapska kultura upija perzijske, indijske i grčke elemente. Arapska književnost postaje skup zajedničkog rada svih islamskih naroda na arapskom jeziku, pa obuhvaća i narode kao što su: Perzijanci, Turci, Berberi itd. Abasidska prijestolnica postaje Bagdad, gdje se osniva Bagdadska filološka škola, a javljaju se i druga središta književnosti.
Postklasično doba počinje ulaskom Seldžuka u Bagdad (1055.), a završava padom Bagdadskog kalifata (1258.). Dolazi do pada nastanka vrijednih književnih djela.
Mamelučko doba (1258.-1800.) karakterizira kontinuirani pad kvalitete arapske književnosti, iako se tada formira konačni oblik „1001 noći,” a nastaju i neki popularni romani. 
Novo doba arapske književnosti počinje Napoleonovim pohodima na Egipat i proteže se do modernog doba. Počevši od kasnog 19. stoljeća, arapski roman postaje jedan od najvažnijih oblika izražavanja u arapskoj književnosti. Uspon efendija, elitne, urbane klase sa zapadnim obrazovanjem, ustupio je mjesto novim oblicima književnog izražavanja: modernoj arapskoj fikciji. Halil Džubran jedan je od najpoznatijih arapskih pisaca 20. stoljeća.